# مكتب الحقوق المدنية

مكتب الحقوق المدنية (OCR) هو وكالة فرعية تابعة لـإدارة التعليم الأمريكية يركز في عمله بشكلٍ أساسي على حماية الحقوق المدنية، وذلك من خلال برامج تعليم بمساعدة فدرالية، كما يهتم أيضًا بحظر التمييز العرقي على أساس العِرْق، اللون, الجذور الأصلية، الجنس, الإعاقة الجسدية، العمر, أو الانتماء إلى المنظمات الوطنية الشبابية.

## الرسالة
مكتب الحقوق المدنية هو أكبر الوكالات المهتمة بالحقوق المدنية الفيدرالية في الولايات المتحدة الأمريكية، حيث تعمل فيه هيئة مكونة من حوالي 650 محاميًا ومُحقِّقًا وموظفين آخرين. تقع الوكالة في اثني عشر مكتبًا إقليميًا وفي مركز القيادة في واشنطن العاصمة. يتولى مكتب الحقوق المدنية مسئولية ضمان الالتزام من طرف مُستلمي التمويل الفيدرالي للتعليم من خلال عدَّة قوانين فيدرالية للحقوق المدنية، من بينها:
- التشريع السادس من قانون الحقوق المدنية لعام 1964,
- التشريع التاسع من قانون التعديلات التعليمية لعام 1972,
- التشريع الثاني من قانون المعاقين الأمريكيين,
- البند رقم 504 من قانون إعادة التأهيل لعام 1973,
- قانون الانضمام المتكافئ للكشافة الأمريكية، وأيضًا
- قانون التمييز العمري لعام 1975.

في حالة البلطجة المدرسية من الممكن أن تخرق المدارس المحلية قانون الحقوق المدنية فلا تُنفذ قوانين وزارة التعليم عند تعرض أحدهم للمضايقة من أقرانه على أساس العِرق، أو اللون أو الأصل أو الجنس أو الإعاقة حيث إنها تعتبر أمرًا خطيرًا بما يكفي لخلق بيئة مُعادية، ومثل هذه المضايقات قد تلقى تشجيعًا من موظفي المدرسة أو يغضون الطرف عنها، فلا تتم مواجهتها كما ينبغي أو يتم تجاهلها. وفي ظل هذه القوانين واللوائح الفيدرالية للحقوق المدنية، تتوفر الحماية للطلاب من قبل موظفي المدرسة أو طلبة آخرين أو أطراف أخرى.

## القيادة
الأمين المساعد لإدارة الحقوق المدنية في وزارة التعليم الأمريكية هو رئيس مكتب الحقوق المدنية (OCR) التابع لإدارة التعليم الأمريكية. كما أن الأمين المساعد هو أيضًا المستشار الرئيسي للحقوق المدنية لوزير التعليم الأمريكي.
يشغل منصب الأمين المساعد للحقوق المدنية بالإنابة حاليًا السيد سيث جالانتر (ديسمبر 2012 حتى الآن). ومن الأمناء المساعدين السابقين سينثيا جي براون (1980) وكلارنس توماس (1981–1982) وهاري إم. سينغلتون (1982–1985) وليغري إس دانييلز (1987–1989) ومايكل إل. ويليامز (990–1993) ونورما في كانتو (1993–2001) وجيرالد إيه رينولدز (2002–2003) وستيفاني جي. مونرو (2005–2008) وروسلين آلي (2009-2012).

## وصلات خارجية
- Office for Civil Rights Website
- Oral History Interview with Peter Holms (Director, 1973) from Oral Histories of the American South